# Радыш
Радыш — река в России, протекает в Кичменгско-Городецком районе Вологодской области. Устье реки находится в 55 км по правому берегу реки Кичменьга. Длина реки составляет 10 км.
Исток реки находится на Северных Увалах в 7 км к юго-западу от деревни Павлово. Генеральное направление течения — северо-восток. Верхнее и среднее течение проходит по ненаселённому холмистому лесному массиву. В нижнем течении протекает деревню Павлово, в черте которой впадает в Кичменьгу.

## Данные водного реестра
По данным государственного водного реестра России и геоинформационной системы водохозяйственного районирования территории РФ, подготовленной Федеральным агентством водных ресурсов:
- Бассейновый округ — Двинско-Печорский;
- Речной бассейн — Северная Двина;
- Речной подбассейн — Малая Северная Двина;
- Водохозяйственный участок — Юг;
- Код водного объекта — 03020100212103000010859.